# Houplines
Houplines é uma comuna francesa na região administrativa de Altos da França, no departamento do Norte. Estende-se por uma área de 11.32 km². Em 2010 a comuna tinha 7 864 habitantes (densidade: 694,7 hab./km²).